# Fleutiauxellus
Fleutiauxellus är ett släkte av skalbaggar som beskrevs av Méquignon 1930. Fleutiauxellus ingår i familjen knäppare.
Kladogram enligt Dyntaxa:
| Fleutiauxellus | \| \| Fleutiauxellus algidus \| \| \| \| \| \| Fleutiauxellus maritimus \| \| \| \| |
|                | \| \| Fleutiauxellus algidus \| \| \| \| \| \| Fleutiauxellus maritimus \| \| \| \| |
|                | Fleutiauxellus algidus                                                              |
|                |                                                                                     |
|                | Fleutiauxellus maritimus                                                            |
|                |                                                                                     |

## Bildgalleri

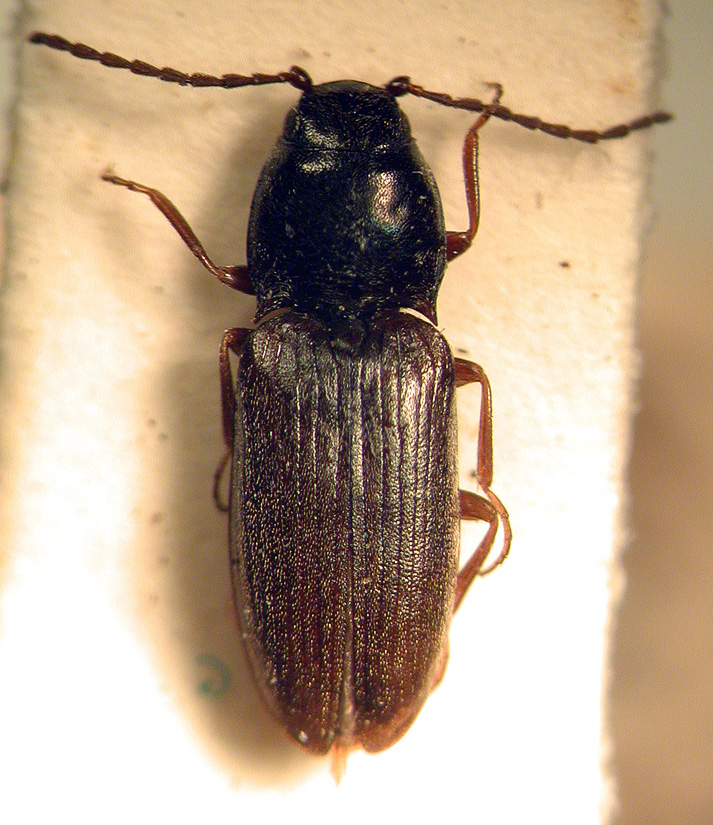